# Hôtel de Coigny
L'hôtel de Coigny (devenu l'hôtel de Preaulx en 1867) fut un hôtel particulier situé au no 89 de la rue du Faubourg-Saint-Honoré construit XVIIIe siècle puis profondément remanié au XIXe. 

## Hôtel de Coigny
Il fut construit au XVIIIe siècle par François, 1er duc de Coigny (1670-1759), maréchal de France, chevalier de la Toison d'Or et gouverneur d'Alsace. 
Il fut ensuite profondément remanié au XIXe siècle par les ducs de Coigny puis par la marquise de Preaulx. 
Auguste, 3e et dernier duc de Coigny (né en 1788, pair de France (de 1821 à 1832), maréchal de camp, grand-officier de la Légion d'honneur meurt en 1865 ne laissant que des filles. Celles-ci vendirent l'hôtel en 1867 pour 2 millions de francs à la marquise de Preaulx. La duchesse de Coigny déménagea dans un appartement au no 135 de la rue du Faubourg-Saint-Honoré, où elle mourut deux ans plus tard en 1869.

## Hôtel de Preaulx

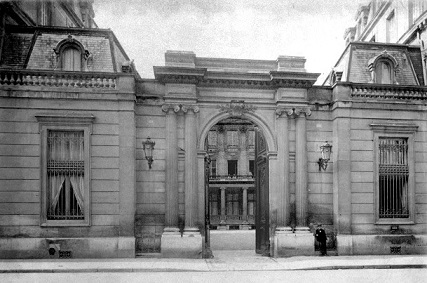
Vue depuis la rue du Faubourg-Saint-Honoré de l'hôtel de Preaulx (ancien hôtel de Coigny) en 1901. Photographie d'Eugène Atget.

La marquise de Preaulx, née Sophie de Gibot, (1815-1874) s'était mariée le 15 mars 1838 avec Joseph-Hilaire, 8e marquis de Preaulx  (1814-1884).
Elle possédait un hôtel au 38, rue de Morny (angle rue La Boétie et rue du Colisée)André de Fouquières, Mon Paris et ses Parisiens. Le Faubourg Saint-Honoré, Paris, Pierre Horay, 1956, vol. 4.
. Les grands travaux d'élargissement de cette rue conduisirent à son expropriation et c'est avec les dédommagements reçus qu'elle acheta l'hôtel de Coigny en 1867.
Elle y vécut jusqu'à sa mort à l’âge de 58 ans, en 1874 (puis sera inhumée à Pouancé dans la chapelle du château de Tressé). 
L'hôtel revint alors à sa fille unique, Marie Charlotte de Preaulx, mariée à Étienne-Marie-Charles de Pomereu d'Aligre, 7e marquis d'Aligre (veuf d'un premier mariage avec Sophie de Preaulx (1842-1873), cousine de sa seconde épouse).
À la mort de son mari en 1889, Marie Charlotte de Preaulx, dernière marquise d'Aligre, conserva l'hôtel jusqu'à son décès en 1926.

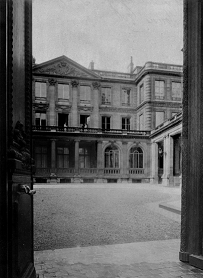
Cour de l'hôtel de Preaulx en 1901 (ancien hôtel de Coigny) photographiée par Eugène Atget.

Sans descendance, elle lègua sa fortune à son neveu Amaury de Preaulx, 11e et dernier marquis de Preaulx. Ce dernier vendit l'hôtel. Le terrain allant jusqu'aux Champs-Élysées sera morcelé et l'hôtel démoli pour faire place à la construction d'un très vaste immeuble moderne occupant, en plus de l'hôtel de Preaulx, un autre hôtel particulier situé au no 91 de la rue du Faubourg-Saint-Honoré (construit en 1864 et lui aussi démoli pour ce chantier).